# Беспалов, Александр Дмитриевич
Александр Дмитриевич Беспалов (род. 13 апреля 1950, Боровичи, Новгородская область) — российский политик, член Совета Федерации (2002—2003).

## Биография
Александр Беспалов окончил Ленинградский государственный университет имени А. А. Жданова по специальности «химия», а также Ленинградскую высшую партийную школу по специальности «политология». Действительный государственный советник Российской Федерации 1-го класса.

### Политическая карьера
В 1987 стал депутатом Василеостровского районного совета, где пробыл до 1989 года.
В 1993 году — Управляющий делами Секретариата Совета Межпарламентской Ассамблеи Государств-участников СНГ в Санкт-Петербурге.
С 1993 по 1996 год — заместитель начальника секретариата — начальник отдела по работе с депутатами, затем — начальник Управления по связям с общественностью Мэрии Санкт-Петербурга.
С 1996 по 2000 год — главный советник председателя Законодательного собрания Санкт-Петербурга.
В 2000 году — исполняющий обязанности полномочного представителя Президента РФ в Санкт-Петербурге. В том же году удостоен Благодарности Президента Российской Федерации.
С 2000 по 2002 год — заместитель полномочного представителя Президента в Центральном федеральном округе, курировал Москву и Московскую область.
С 2002 по 2003 год — Член Совета Федерации Федерального Собрания РФ. Входил в состав Комитета по делам Федерации и региональной политике и Комиссии по контролю за обеспечением деятельности Совета Федерации.
В 2003 году стал начальником Департамента по информационной политике ОАО «Газпром», пробыв в этой должности до 2014 года.
С 17 июля 2015 года по настоящее время Беспалов Александр Дмитриевич пребывает в той же должности, является начальником Департамента по информационной политике ПАО «Газпром».